# يونغ كيم
يونغ كوي كيم (بالإنجليزية: Young Oak Kim)‏ هي سياسية أمريكية كورية من الحزب الجمهوري ولدت في يوم 18 أكتوبر 1962 في مدينة إنشيون. هاجرت مع عائلتها في البداية إلى غوام ثم إنتقلت معهم إلى هاواي ثم إنتقلت إلى كاليفورنيا لأجل اكمال دراستها. تم انتخابها كعضوة في مجلس النواب الأمريكي في 2020.